# Phrynocephalus
Phrynocephalus es un género de iguanios de la familia Agamidae. Se distribuyen por Asia y el sur de Rusia.

## Especies
Se reconocen las 30 siguientes según The Reptile Database:
- Phrynocephalus ahvazicus Melnikov, Melnikova, Nazarov, Rajabizadeh, Al-Johany, Amr & Ananjeva, 2014
- Phrynocephalus ananjevae Melnikov, Melnikova, Nazarov & Rajabizadeh, 2013
- Phrynocephalus arabicus Anderson, 1894
- Phrynocephalus axillaris Blanford, 1875
- Phrynocephalus clarkorum Anderson & Leviton, 1967
- Phrynocephalus erythrurus Zugmayer, 1909
- Phrynocephalus euptilopus Alcock & Finn, 1897
- Phrynocephalus forsythii Anderson, 1872
- Phrynocephalus golubewii Shenbrot & Semyonov, 1990
- Phrynocephalus guttatus (Gmelin, 1789)
- Phrynocephalus helioscopus (Pallas, 1771)
- Phrynocephalus kangsuensis Liang & Shi, 2024[2]
- Phrynocephalus interscapularis Lichtenstein, 1856
- Phrynocephalus lutensis Kamali & Anderson, 2015
- Phrynocephalus luteoguttatus Boulenger, 1887
- Phrynocephalus maculatus Anderson, 1872
- Phrynocephalus mystaceus (Pallas, 1776)
- Phrynocephalus ornatus Boulenger, 1887
- Phrynocephalus persicus De Filippi, 1863
- Phrynocephalus przewalskii Strauch, 1876
- Phrynocephalus putjatai Bedriaga, 1909
- Phrynocephalus raddei Boettger, 1888
- Phrynocephalus reticulatus Eichwald, 1831
- Phrynocephalus roborowskii Bedriaga, 1906
- Phrynocephalus rossikowi Nikolsky, 1898
- Phrynocephalus scutellatus (Olivier, 1807)
- Phrynocephalus strauchi Nikolsky, 1899
- Phrynocephalus theobaldi Blyth, 1863
- Phrynocephalus versicolor Strauch, 1876
- Phrynocephalus vlangalii Strauch, 1876